# Concertul pentru pian nr. 4 (Beethoven)
Concertul pentru pian nr. 4 în Sol major, Op. 58, al lui Ludwig van Beethoven a fost compus în 1805-1806, însă partitura originală în manuscris a fost pierdută.

## Orchestrație și structură
Concertul este orchestrat pentru flaut, două oboaie, două clarinete, doi fagoți, doi corni, două trompete, timpane și coarde. Conform standardului concertelor clasice, concertul este structurat în trei părți:
1. Allegro moderato
2. Andante con moto (Mi minor)
3. Rondo (Vivace)

## Premieră și receptare
Premiera concertului a avut loc în martie 1807 într-un concert privat la reședința Prințului Franz Joseph von Lobkowitz. În cadrul aceluiași concert a avut loc și premiera lucrărilor Uvertura Coriolan și Simfonia nr. 4.. Prima interpretare publică a concertului a avut loc pe 22 decembrie 1808 în Viena la Theater an der Wien. Din nou, Beethoven a avut rolul de solist în ultima sa apariție publică de solist cu orchestră. În cadrul aceluiași concert a avut loc și premiera lucrărilor Fantezia Corală și Simfoniile nr. 5 și 6. Beethoven a dedicat concertul prietenului, elevului și protectorului său, Arhiducele Rudolf von Habsburg-Lothringen.
O recenzie în ediția din mai 1808 a publicației Allgemeine musikalische Zeitung atestă că "[acest concert] este cel mai admirabil, singular, artistic și complex concert compus vreodată de Beethoven." Totuși, după prima interpretare, lucrarea a fost neglijată până în 1836 când a fost revitalizată de Felix Mendelssohn. Astăzi concertul este frecvent interpretat și înregistrat, fiind una dintre cele mai importante lucrări din repertoriul concertelor pentru pian.